# Monument Koninklijke Nederlandse Brigade Prinses Irene
Het Monument Koninklijke Nederlandse Brigade Prinses Irene of “De Vaandeldrager“ is een Nederlands oorlogsmonument uit 1955 in Tilburg. Het herdenkt de bevrijding van Tilburg en specifiek de Prinses Irene Brigade die mee heeft gevochten bij de bevrijding van Tilburg op 27 oktober 1944.

## Geschiedenis
Op 27 oktober 1955 is het onthuld in de buurt Broekhoven waar de zwaarste gevechten bij de bevrijding plaatsvonden. Het monument werd persoonlijk onthuld door prinses Irene met een grote ceremonie tijdens de tiende jaarlijkse herdenking van de bevrijding. In 1977 is het monument onder veel protest door de gemeente van zijn oorspronkelijke plaats in Broekhoven naar het Stadhuisplein in het centrum van Tilburg verplaatst. Dit is gedaan omdat de gemeente de herdenkingsceremonie graag centraal in het centrum wilde houden. In 1995 zijn de plakkaten met namen van de overleden Prinses Irene Brigade soldaten aan het voetstuk van het monument toegevoegd.  Hierop staat tevens de datum en plek waarop de soldaten zijn gesneuveld. Van de 47 gesneuvelden zijn er drie in Tilburg gestorven bij de bevrijding. In 2017 is het monument van het Stadhuisplein naar het Vrijheidspark, een paar honderd meter verderop, verplaatst aangezien hier alle oorlogsmonumenten van Tilburg staan en de gemeente de ceremonie voortaan in het Vrijheidspark wilde houden. In dit park staan tevens de monumenten voor de 15e (Schotse) Infanteriedivisie, de V-1 bomexplosie in Broekhoven en de gesneuvelde Tilburgse soldaten in Nederlands-Indië.

## Ontwerp

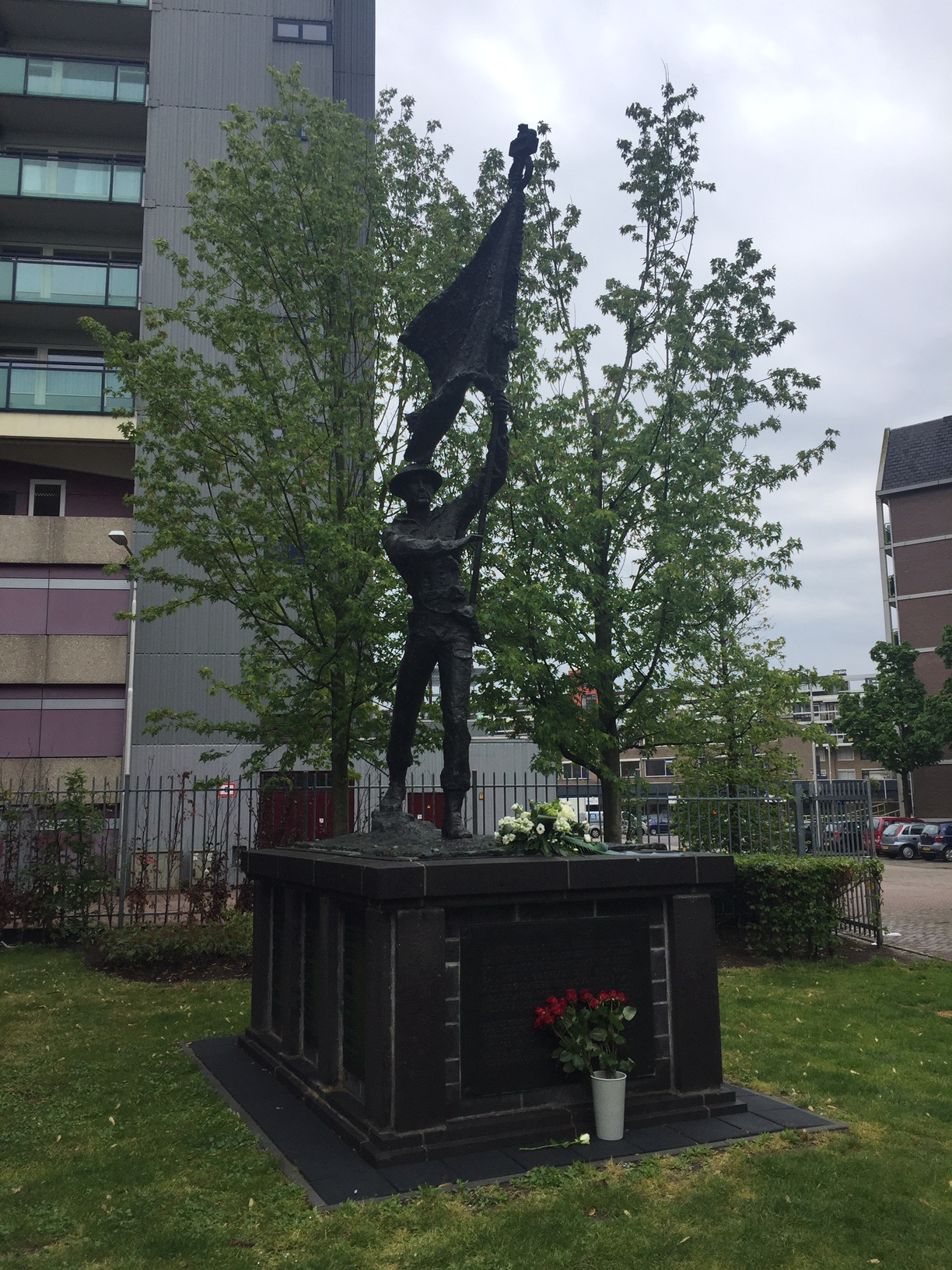
Vaandeldrager
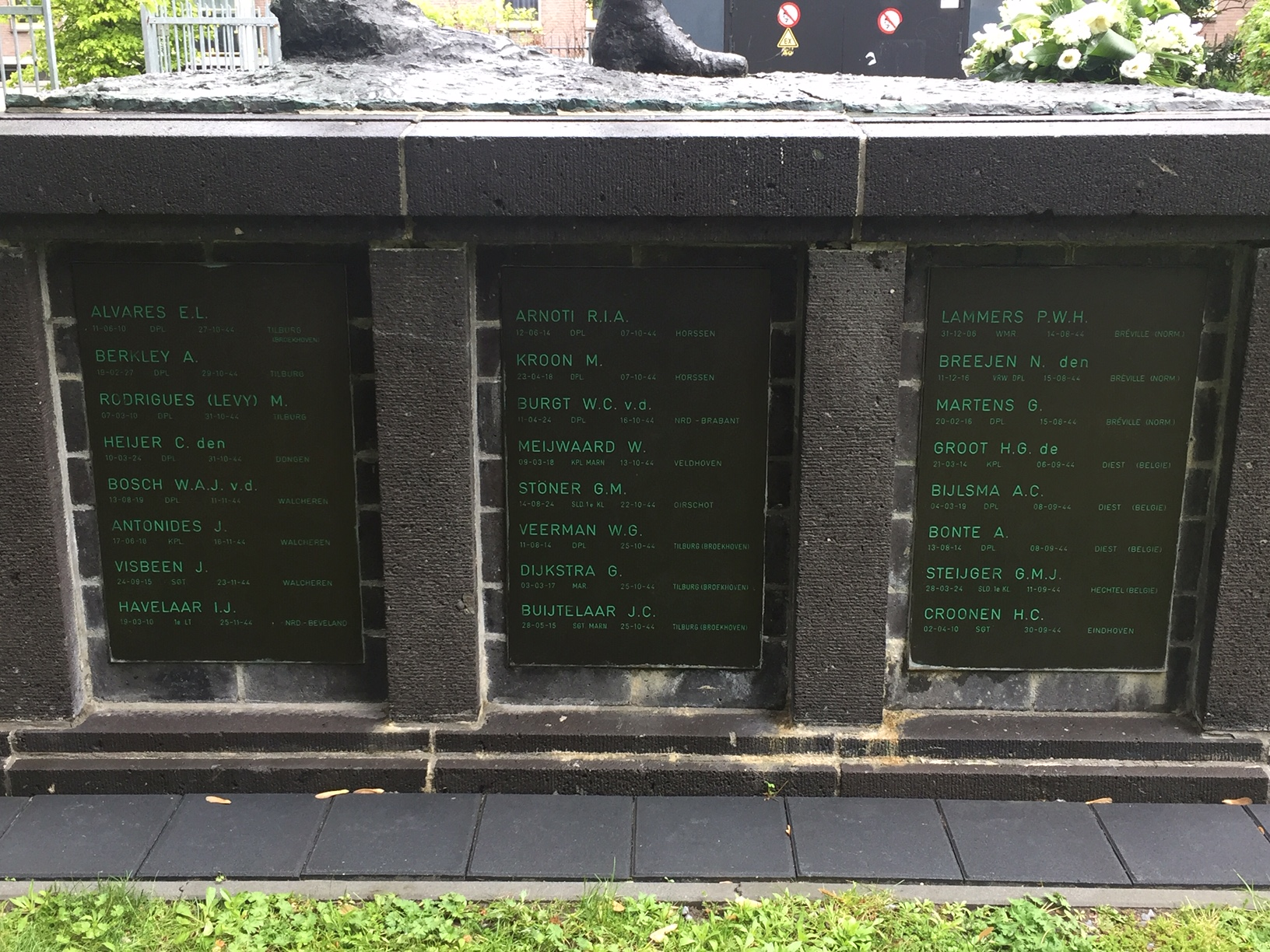
Linkerdeel
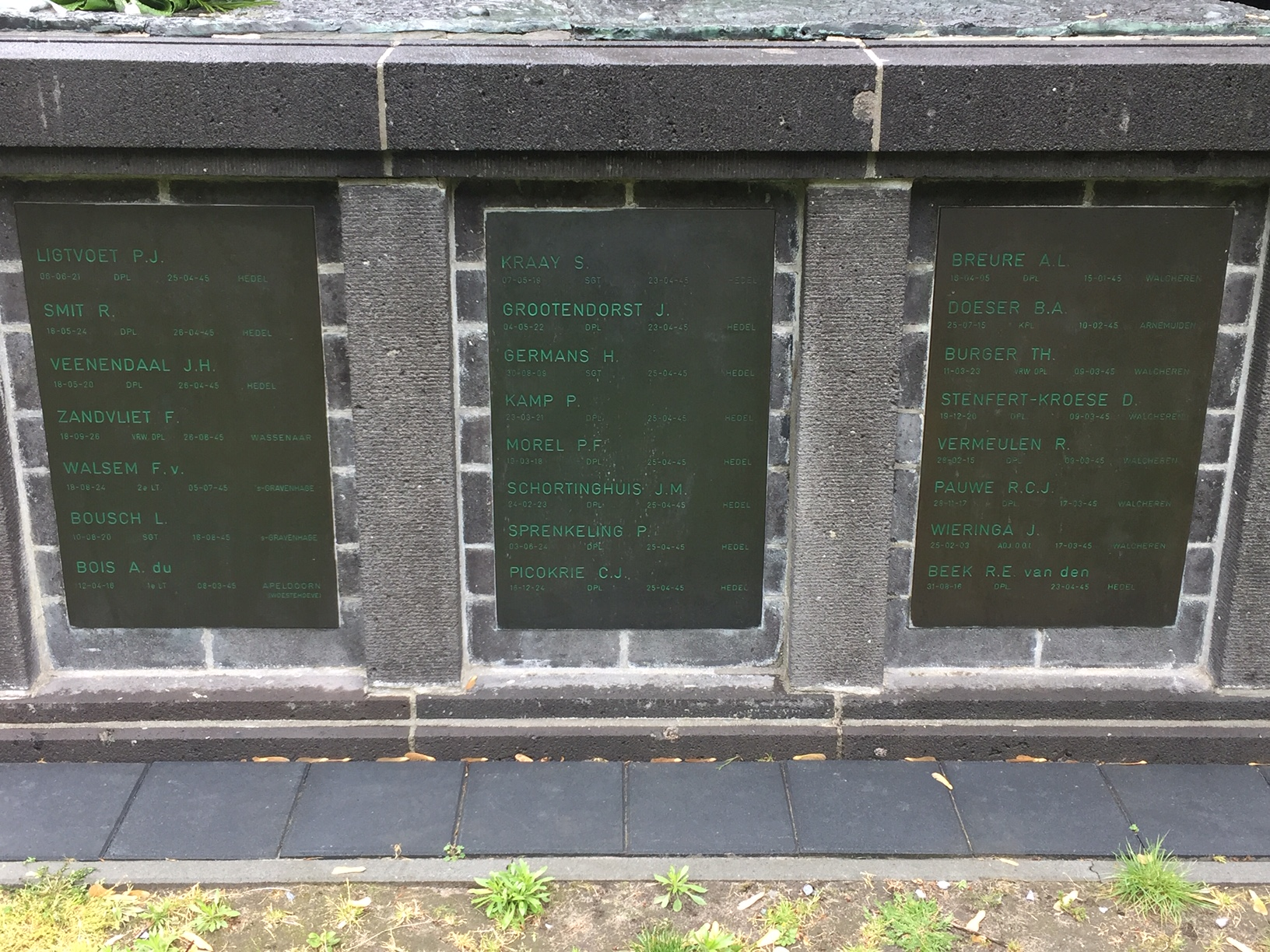
Rechterdeel
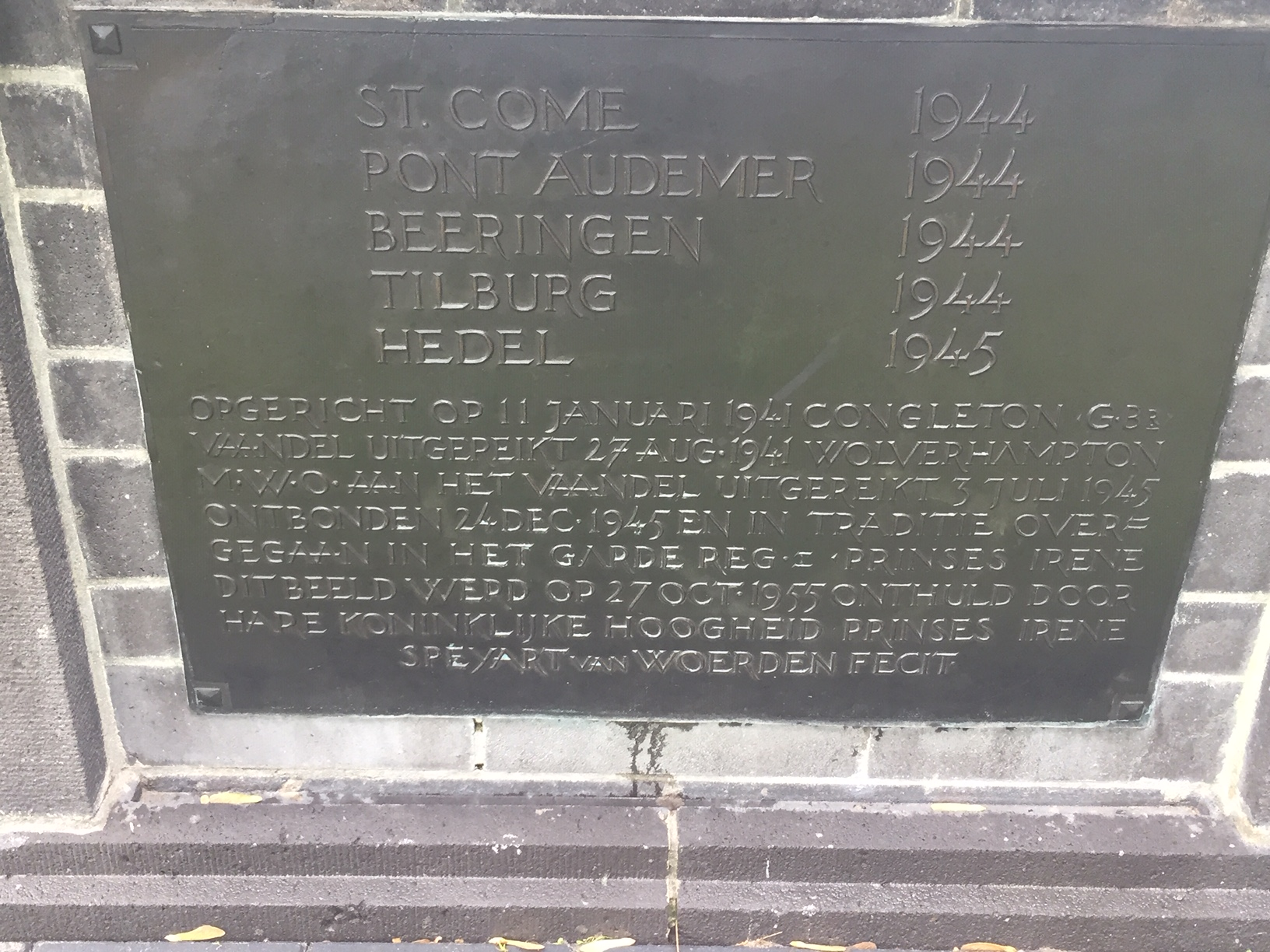
Achterkant
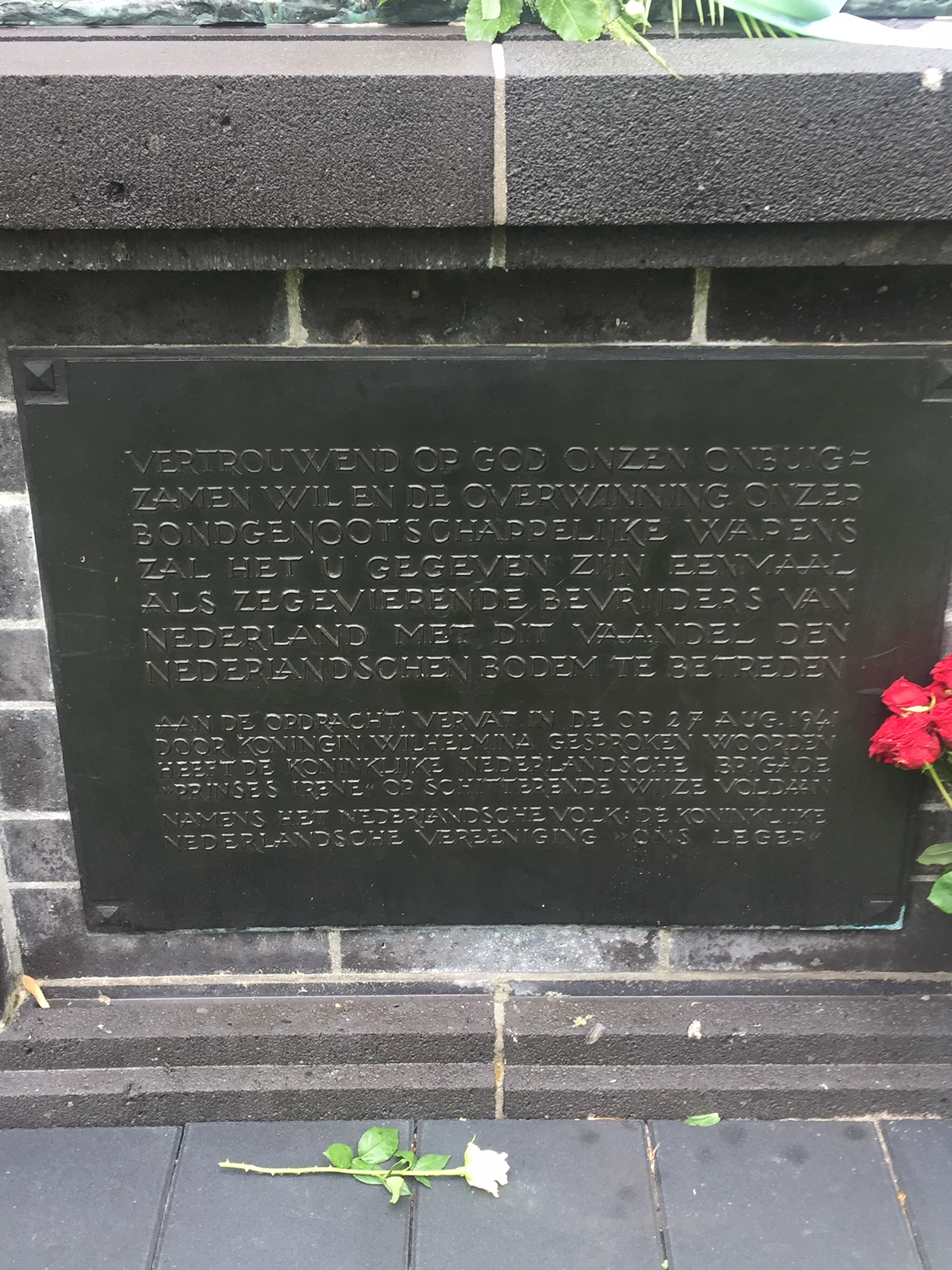
Voorkant

Het monument is ontworpen door de Arnhemse kunstenaar Eduard L.W.R. baron Speyart van Woerden. Het bestaat uit een voetstuk met daarop een bronzen beeld van een Nederlandse soldaat met een vaandel.

### Beeld
Het beeld is van brons gemaakt en beeldt een marcherende Prinses Irene Brigade soldaat met de vaandel van de brigade in zijn hand geheven af. Het monument heeft zijn naam: “De Vaandeldrager” daarom aan dit beeld te danken.

### Voetstuk
Het voetstuk is gemaakt van beton en bakstenen met aan alle zijden plakkaten. De grond rond het monument heeft een betegelde rand en ligt in een grasveld in het park. Op de weerszijden van het voetstuk staan 47 namen van de soldaten van de Prinses Irene Brigade die gestorven zijn tijdens de tweede wereldoorlog. Aan de achterkant van het voetstuk staan de plaatsnamen van de steden die de brigade heeft bevrijd tijdens de oorlog met daaronder de oprichtingsdatum, de datum waarop de brigade is ontbonden en de datum waarop het monument is onthuld in Tilburg.
Op de voorkant van het voetstuk staat de toespraak van koningin Wilhelmina, gehouden op 27 augustus 1941, waarbij ze de brigade de opdracht gaf om als zegevierende bevrijders Nederland te betreden met hun vaandel geheven. Onder deze toespraak staat de vereniging die het idee voor het monument heeft bedacht en ook het voetstuk heeft betaald: de Koninklijke Nederlandse Vereniging “ons leger”.